# Chrysosplenium
Chrysosplenium (L., 1753) è un genere di piante appartenente alla famiglia delle Saxifragaceae.

## Distribuzione e habitat

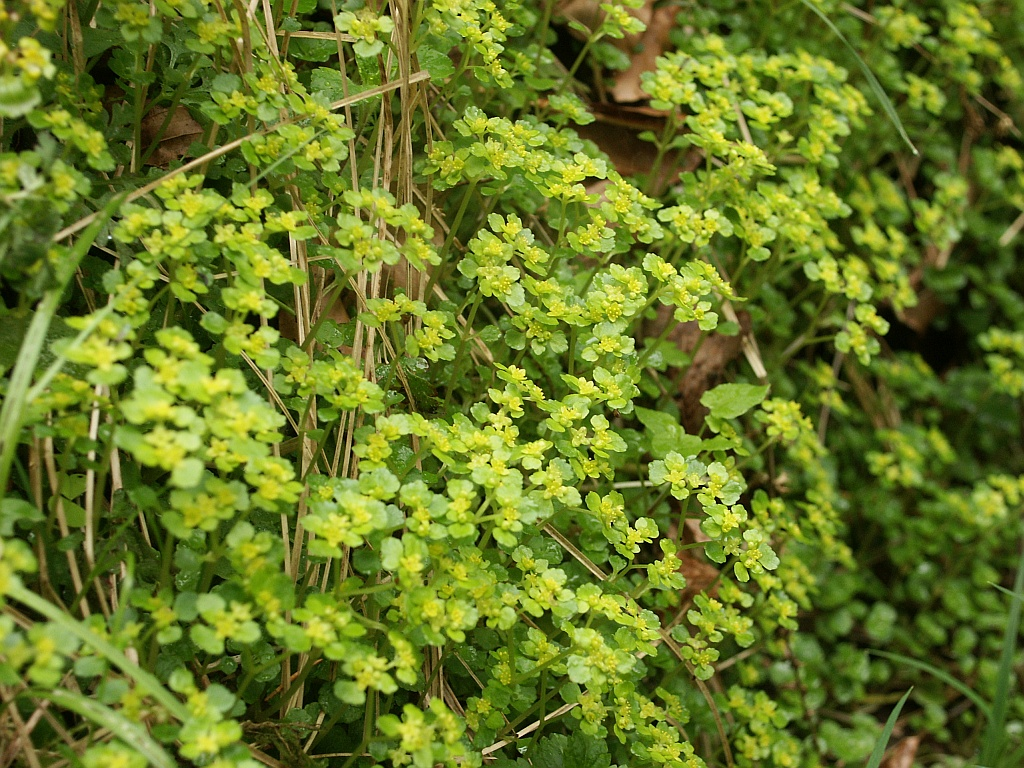
Chrysosplenium oppositifolium.

Le specie sono distribuite nelle zone temperate settentrionali dell'emisfero settentrionale, anche se alcune specie si possono trovare anche in America latina. La maggior biodiversità per questo genere è comunque concentrata in Estremo Oriente, dove si trova il maggior numero di specie. Alcune di queste, come Chrysosplenium alternifolium, Chrysosplenium dubium e Chrysosplenium oppositifolium, sono diffuse anche sul territorio italiano.

## Tassonomia

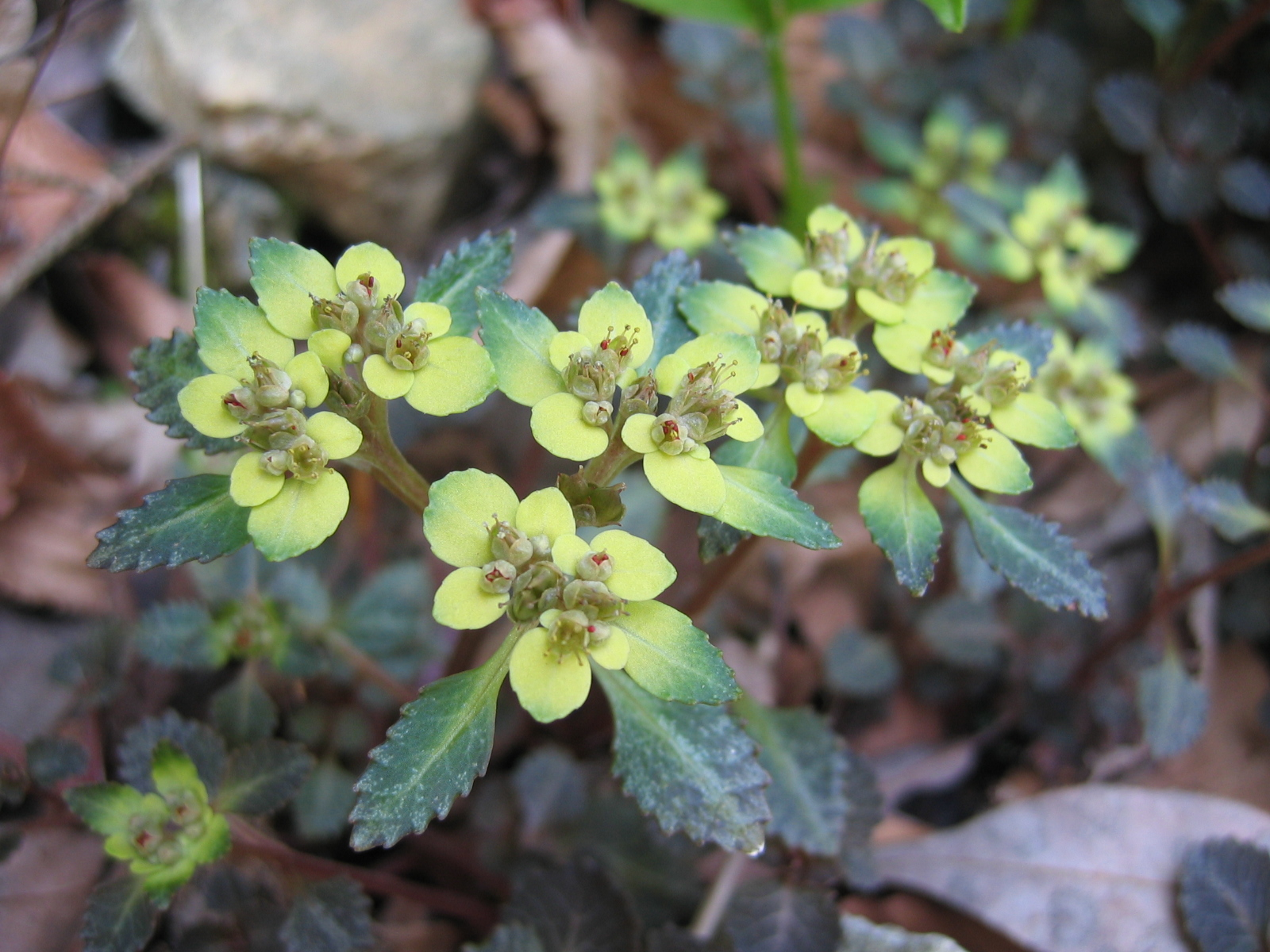
Chrysosplenium macrostemon.

Il genere Chrysosplenium è stato descritto per la prima volta nel 1753 da Linneo nel suo Species Plantarum come composto da due sole specie, C. alternifolium e C. oppositifolium, mentre attualmente ne sono qui incluse 80.